# Fédération française de judo, jujitsu, kendo et disciplines associées

Ancien logo (jusqu'en 2021)

France Judo, autrement fédération française de judo, jujitsu, kendo et disciplines associées (FFJDA), est l'association sportive qui a pour but de promouvoir la pratique du judo et des disciplines associées composées du ju-jitsu, kendo, iaidō, sport chanbara, jōdō, naginata, kyūdō, sumo et taïso. Créée le 5 décembre 1946 sous le nom de Fédération française de judo et de jiu-jitsu (FFJJJ), son premier président est Paul Bonét-Maury de 1946 à 1956. Elle est déclarée d'utilité publique le 2 août 1991.

## Présentation
La FFJDA est la structure agréée par le Ministère des Sports, délégataire pour le judo et les disciplines associées. L'agrément des fédérations est « notamment fondée sur l'existence de dispositions statutaires garantissant le fonctionnement démocratique de l'association, la transparence de sa gestion et l'égal accès des femmes et des hommes à ses instances dirigeantes ». Les dirigeants élus ne peuvent pas recevoir de rémunération pour leur fonction fédérale. La loi n° 2022-296 du 2 mars 2022 «visant à démocratiser le sport en France» prévoit la limite de trois mandats pour les présidents de fédération, et la parité homme femme dans les instances dirigeantes.
La FFJDA est une fédération sportive délégataire du ministère chargé des sports pour le Judo et les  disciplines associées, ce qui lui réserve l'appellation "Fédération française".
Depuis sa création en 1946, la FFJDA organise son développement en s’appuyant sur un enseignement de qualité, exercé dans un environnement sécurisé. Elle fut une des toutes premières activités sportives faisant l’objet de dispositions législatives relatives à l'enseignement de sa discipline dès1955 avec la création du diplôme d’Etat de professeur de Judo-jujitsu.
La FFJDA organise chaque année les championnats de France et délivre les titres de champion de France. Elle constitue les équipes de France en vue des compétitions internationales 
La Fédération compte 34 ligues régionales et 85 comités départementaux.
En 1967, la FFJDA met au point et fait la promotion dans les clubs de la progression française de Judo , elle prendra la place peu à peu de la méthode Kawaishi.
En 1972, la FFJDA comprend un encadrement technique autour une direction technique fournie par le secrétariat d'État chargé des sports forte d'une quarantaine de personnes, entraîneurs nationaux, conseillers techniques régionaux ou départementaux, assistants, placés sous la responsabilité de Henri Courtine, et de 2 500 diplômés d'État, professeurs, moniteurs et animateurs pour les 270 000 licenciés. La croissance annuelle du nombre de licenciés nécessite de former plus d'enseignants.
Lors du congrès de la Fédération internationale de judo qui s'est tenu à Rio de Janeiro en septembre 2007, en marge des championnats du monde de judo 2007, la FFJDA est désignée à une large majorité pour organiser les championnats du monde de judo à Paris en 2011. Un timbre est émis à cette occasion.
L'organisation du championnat du monde 2011: 6 jours de compétition, 1 000 athlètes, 2 judokas par nation par catégorie, 120 nations, 14 catégories, 60 000 spectateurs, 450  membres d’organisation, 250 bénévoles.
En 2011, la Fédération française de judo et disciplines associées affiche 587 000 licenciés. Elle dispose aux abords du périphérique sud de Paris, porte de Châtillon, de l'Institut national du judo (INJ), 600 mètres carrés de tatamis surplombés de gradins pour les spectateurs.
Près de 75 % des pratiquants licenciés sont des enfants, avec une moyenne d'âge de 7 ans et 8 mois. La FFJDA a mis en place le Dojo d'été, une animation qui permet aux enfants de pratiquer leur sport pendant les grandes vacances.
C'est en 2019 la quatrième fédération sportive olympique française avec 563 037 adhérents.
Ces adhérents sont répartis sur près de 5 700 clubs. Le plus grand club affilié, le Kodokan Club Courbevoie, compte 1 417 licenciés au 31 août 2017. Le nombre moyen de licenciés par club est d'environ 98.
En 2019, la FFJudo et Jean-Luc Rougé son président, approchés pour accueillir le MMA en tant que discipline associée, évoquent un manque de recul concernant « l'impact sur l'éducation, la santé et les valeurs de respect des personnes, tant physiquement que moralement » dans ce sport émergeant et n'y sont pas favorable s'ils ne peuvent y adjoindre des règles,
En 2020, la crise due au Covid-19 fragilise le sport français. La fédération de judo est confrontée aux confinements qui ont conduit à l’arrêt des activités des clubs. Le judo redoute les conséquences économiques et sociales. Si l’activité ne reprend pas, les clubs pourraient ne pas survivre, 1 000 personnes pourraient perdre leur emploi. Le judo nécessite des contacts, et donc des gestes non compatibles avec les règles sanitaires de distanciation. Comme les autres sports de combat, le judo fait face à la chute du nombre de licenciés pour la saison 2020/2021: – 29 %,.
À la suite du renouvellement de l'équipe dirigeante de la fédération pour l'olympiade 2020-2024, Stéphane Nomis est élu président en 2020, ancien judoka , il est aussi dirigeant d'entreprise. Stéphane Nomis succède Jean-Luc Rougé.
Nomis a fait campagne avec un collectif "Pour le judo" visant à mettre la fédération au service des acteurs de terrain, clubs, comités départementaux et régionaux, bénévoles, en retour du financement apporté par les licences des adhérents.
En 2021, Frédéric Demontfaucon lance une enquête sur le vécu des professeurs de judo titulaire d'un diplôme d'état (CQP, BPJEPS, DEJEPS et DESJEPS)
Il est nommé Directeur de l’enseignement en août 2021.
Malgré les difficultés des dernières années, les judokates et judokas de la fédération ont rapporté huit médailles des jeux olympiques de Tokyo 2020 : deux en or, trois en argent et trois en bronze. Les jeux olympiques de Tokyo ont été l'occasion d'organiser en 2021 plus d'épreuves mixtes et la parité est presque acquise. l’équipe de France mixte de judo s’impose face aux Japonais au Japon, pays créateur de cette discipline, dans cette nouvelle compétition,.
Depuis qu'il a été retenu comme discipline olympique en  1964, le judo a obtenu 67 médailles olympiques pour la France.

## Controverses

### Difficultés économiques
Jean-Luc Rougé est Président de la fédération de 2005 jusqu'en novembre 2020, sa liste est battue par celle de Stéphane Nomis qui obtient 59,99% des voix exprimées. La fédération, prend de plein fouet la fermeture des clubs depuis le reconfinement due à la pandémie de covid-19, doit faire face aux difficultés économiques de la structure fédérale et des clubs, et souhaite faire revenir sur les tatamis les judokas après cette crise,,.
À la suite du renouvellement de la direction de la fédération, le journal L’Équipe du 8 janvier 2021 révèle la gestion désastreuse de la Fédération Française de Judo. Ce constat se  base sur deux rapports, l’un de la Cour des comptes et l’autre du ministère des Sports,,.

### Violences
Patrick Roux dénonce dans un livre, paru en 2023, les violences physiques et psychologiques qui ont eu cours sur les tatamis et appelle le judo français à remettre en cause ses méthodes d'entraînement. « le haut niveau français ne peut plus avoir un revers qui soit la maltraitance d'enfants et d'adolescents. Il faut absolument qu'on s'émancipe de nos croyances et qu'on sorte de ça ». Parlant des participants aux différentes instances de la fédération, Patrick Roux et Hector Marino, au sujet de faits qu'ils avaient dénoncés en vain dans les années 2005, 2006, et les avaient amené à s'éloigner de la FFJDA « Ils n’ont rien dit pour conserver des postes, pour ne pas être mis en difficulté, parce qu’ils espéraient quelque chose comme un grade, une sélection, une place dans une commission quelconque ». La Fédération française de judo explique que ces pratiques sont révolues,,,,.
En 2020, la Fédération française de judo est confrontée à des révélations sur des cas de violences sexuelles malgré la réglementation en vigueur en France censée sécuriser les pratiques sportives. Les entraîneurs ou éducateurs professionnels en judo ou autres sports doivent se faire délivrer une carte professionnelle, qui nécessite une vérification du casier judiciaire et du fichier judiciaire automatisé des auteurs d’infractions sexuelles ou violentes (Fijaisv).
En 2022, 52 signalements ont été reçus par la FFJ. Ils ont donné lieu à 12 commissions de disciplines avec finalement trois radiations
Des problèmes de violences sexuelles dans le sport ont été dénoncés dans plusieurs fédérations, ce qui a amené les parlementaire à renforcer la législation de protection des mineurs par contrôle d’honorabilité des éducateurs, ainsi que les sanctions contre les dirigeants qui n’agiraient pas.
La fédération française de judo et disciplines associées a mis en place, une commission violence, a déployé des affiches dans tous les dojos autour des bonnes pratiques et numéros d'urgence à appeler, et une "charte de protection des mineurs" devrait être signé par tout club affilié,.

## Direction fédérale
Le comité directeur fédéral est composé de :
- un président (Stéphane Nomis),
- une vice-présidente secrétaire générale (Magali Baton),
- un vice-président trésorier général (Nasser Nechar),
- un directeur technique national (DTN) (Sébastien Mansois),
- 17 membres (Émilie Andéol, Jérome Bretaudeau, Corinne Cucchiara, Frédéric Demontfaucon, Gévrise Émane, José Giovanni, David Inquel, Armelle Iost, Frédérique Jossinet, Anthony Le Daniel, Lisa Mebarki, Ericka Merion, Stéphane Mongellas, Sébastien Nolesini, Marielle Pruvost, Alexandra Sorino et Mohamed Zouarh).

Le comité directeur fédéral est élu pour une olympiade. L'actuelle a commencée en 2020 et se terminera en 2024.
Frédéric Demontfaucon est nommé Directeur de l’enseignement en août 2021.
Dans un entretien paru dans L’Esprit du Judo, Stéphane Nomis évoque les obstacles auxquels il est confronté, les premières actions entreprises, le choix des hommes et des femmes qui vont compter, les doutes et les espoirs sur la pandémie, les difficultés économiques, l’avenir à court et moyen termes. Refaire du judo « l’élève modèle des fédérations ».

## Historique des dirigeants
| Liste des présidents de la FFJDA - 1946-1956 : Paul Bonét-Maury - 1956 : Paul de Rocca-Serra - 1956-1961 : Jean Pimentel - 1961-1966 : Claude Collard - 1966-1972 : Georges Pfeifer - 1973-1980 : René Audran - 1981-1986 : Georges Pfeifer - 1986-1992 : Daniel Berthelot - 1992-2005 : Michel Vial - 2005-2020 : Jean-Luc Rougé - depuis 2020 : Stéphane Nomis | Liste des directeurs techniques nationaux - 1961-1966 : Robert Boulat - 1966-1976 : Henri Courtine - 1976-1986 : Pierre Guichard - 1986-1997 : Jean-Luc Rougé - 1997-2005 : Fabien Canu - 2005-2009 : Brigitte Deydier - 2009-2020 : Jean-Claude Senaud - 2020-2022 : Max Bresolin - depuis 2022 : Sébastien Mansois |